# HMS Colombo (D89)
«Коломбо» (D89) (англ. HMS Colombo (D89) — військовий корабель, легкий крейсер типу «C» підкласу «Карлайль» Королівського військово-морського флоту Великої Британії за часів Другої світової війни.
«Коломбо» був закладений 8 грудня 1917 року на верфі компанії Fairfield Shipbuilding and Engineering Company у Говані. 18 грудня 1918 року спущений на воду, а 18 червня 1919 року увійшов до складу Королівських ВМС Великої Британії.
Легкий крейсер, закладений ще в ході Першої світової війни, не встиг взяти в ній участь. Протягом 1920-1930-х років проходив службу у складі сил Китайської, Східно-Індійська Станція, Північноамериканської та Західно-Індійської станцій, Середземноморського флоту. Напередодні війни був виведений у резерв, але у зв'язку із загостренням політичної ситуації в Європі, знову введений до лав Королівського флоту. 
Узяв активну участь у бойових діях на морі в Другій світовій війні, бився у Північній Атлантиці, в Індійському океані, на Середземному морі, біля берегів Франції, супроводжував мальтійські та інші конвої. За проявлену мужність та стійкість у боях бойовий корабель заохочений п'ятьма бойовими відзнаками.

## Історія
Під час Абіссинської кризи «Коломбо» разом з важким крейсером «Норфолк» та легким «Емеральд» перевели в Середземне море, де з початку жовтня 1935 вони у складі з'єднання базувалися в Хайфі. На Цейлон крейсери повернулися тільки після скасування бойової готовності флоту в липні 1936.